# Verily
Verily (dawniej Google Life Sciences) - organizacja badawcza Alphabet Inc. zajmująca się naukami przyrodniczymi. Organizacja była dawniej działem Google X, do 10 sierpnia 2015, kiedy to Sergey Brin ogłosił, że organizacja ta stanie się niezależną spółką córką Alphabet Inc. Ten proces restrukturyzacji zakończył się 2 października 2015 r. W dniu 7 grudnia 2015 r. firma Google Life Sciences została przemianowana na Verily.
W sierpniu 2024 r. firma przeniosła swoją siedzibę z South San Francisco do Dallas, powołując się na znaczące inwestycje i zaangażowanie w sektory opieki zdrowotnej i technologii w Teksasie. 

## Badania
Od lipca 2014 członkowie zespołu badawczego to Andrew Conrad, założyciel Narodowego Instytutu Genetycznego LabCorp; Vik Bajaj, ekspert w dziedzinie magnetycznego rezonansu jądrowego; Marija Pavlovic, która studiuje wpływ promieniowania na DNA; Alberto Vitari, biolog komórkowy; Brian Otis, który pracował nad Google Contact Lens, i Mark DePristo, który pracował w GATK w Broad Institute. Dr Thomas R. Insel ogłosił 15 września 2015 r., że zrezygnował z funkcji dyrektora Narodowego Instytutu Zdrowia Psychicznego (NIMH) w celu dołączenia do tego oddziału.

## Projekty
- Soczewki kontaktowe, które pozwalają osobom z cukrzycą na ciągłe sprawdzanie poziomu glukozy przy użyciu nieinwazyjnej metody[9].
- Łyżeczka dla osób z drżeniem samoistnym[10].
- Badanie Bazowe (Baseline Study), projekt gromadzenia informacji dotyczących urządzeń genetycznych, molekularnych i wearables od wystarczająco dużej ilości osób, aby stworzyć obraz zdrowego człowieka[11].
- Pasek na rękę śledzący poziom zdrowia[12].
- Platforma nanocząstek wykrywająca choroby – współpracująca z nadgarstkiem; projekt Tricorder[13][14]
- Postępy w dziedzinie robotyki chirurgicznej we współpracy z Johnson & Johnson[15]
- Rozwój i komercjalizacja leków bioelektronicznych, we współpracy z GlaxoSmithKline[16]
- Rozwój miniaturowych, ciągłych monitorów glukozowych (CGM) we współpracy z firmą Dexcom[17]